# Verònica Canals i Riba
Verònica Canals i Riba (Encamp, 29 d'octubre de 1970) és una empresària i política andorrana que ocupà el càrrec de ministra de Turisme des del 21 de maig de 2019 sota el govern de Xavier Espot.
Nascuda a Encamp, Canals obtingué un grau en Economia per la Universitat d'Estrasburg i un màster en Administració Empresarial per l'HEC Montréal. Va treballar en Adecco a Espanya i va retornar a Andorra per treballar en Grandvalira-Saetde (l'empresa que dirigeix algunes de les estacions d'esquí andorranes) l'any 1999, sent la seua directora nacional fins que abandonà el càrrec l'estiu del 2018.
El 21 de maig de 2019, el cap de govern recentment elegit Xavier Espot la va nomenar ministra de Turisme. El 5 de maig de 2021 va anunciar que dimitia "per raons estrictament personals i familiars", i serà succeïda per Jordi Torres al juliol.